# Rikard Long

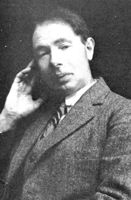
Rikard Long

Richard Sigmund Long [ˈɹɪkːaɹd] (* 23. Januar 1889 in Tórshavn, Färöer; † 16. Dezember 1977 ebenda, häufig Rikard Long genannt) war ein färöischer Lehrer, Politiker, Dichter und Literaturkritiker.

## Lehrer und Politiker
Als Lehrer arbeitete er von 1914 bis 1916 und von 1919 bis 1920 an der Tórshavnar skiparaskúli, 
sowie von 1921 bis 1954 an der Føroya Millum- og Realskúli und der Føroya Læraraskúli in Tórshavn.
Als Politiker war er von 1943 bis 1958 Abgeordneter des Fólkaflokkurin im Løgting und saß von 1950 bis 1954 als Minister und später auch als stellvertr. Ministerpräsident in der Landesregierung Kristian Djurhuus I.

## Dichter und Schriftsteller
Rikard Long wurde in seiner Heimat früh als Verfasser von einfühlsamen Liebesgedichten bekannt (Debüt 1914). Als Redakteur der führenden färöischen Literaturzeitschrift Varðin ab ihrer Gründung 1921 erwarb er sich in den folgenden beiden Jahrzehnten einen Ruf als der Literaturkritiker des Landes.
1962 erschien seine Übersetzung der Färingersaga aus dem Altnordischen ins Neufäröische (zusammen mit Heðin Brú). 1976 erhielt Rikard Long den Literaturpreis der Färöer.